# 가사누이 신호소
가사누이 신호소(일본어: 笠縫信号所, かさぬいしんごうじょ)는 일본 사이타마현 한노시에 있던 신호소이다. 세이부 철도 이케부쿠로 선이 통과했다.
지금의 모토카지 역과 한노 역사이에 위치해 있었으며, 당시 단선이었던 구간에서의 열차 교행이 주된 업무였다.
1946년에 이케부쿠로 선의 복선화 공사가 한참 진행 중이었으나 토지 문제로 이 구간은 단선으로 계속 운행되었다. 그러다가 2001년에 복선화가 되었기 때문에 폐역 처리가 되었다.
동일본 여객철도 하치코 선과 교차하는 지점에 있었다.

## 역사
- 1969년 10월 2일 : 단선 구간의 교행을 목적으로 사용 개시.
- 2001년 12월 6일 : 복선화 공사의 준공으로 사용 폐지.